# الوجود والعدم (كتاب)
كتاب الوجود والعدم هو كتاب من تأليف الدكتور مصطفى محمود يتحدث فيه عن أن كل الأسباب لله.. هو الذي يملكها.. وهو الذي يؤتيها وهو الذي يسوقها وهو الذي يسخرها.. وهو الذي اقام قانون السببية
الأسباب لا تضر بذاتها ولا تنفع بذاتها.. وانما هي في جميع الاحوال مظهر لمشيئته تضر بإذنه وتنفع بإذنه.. وهو إن شاء اوقع الضرر بها أو بدونها.. وإن شاء عطلها عن الفعل كما عطل النار عن إحراق إبراهيم عليه السلام
إن هناك حكمة دائماً وراء المنع والعطاء والهداية والضلال..وإن مشيئة الله وهدايته دائما تستند إلى لياقة واستعداد في العبد.. وإن العبد يملك من المبادرات وخلوص النية والتوجه ما يرشحه للعطاء أو الحرمان.. فعطاء الله مشروط.. كما إن حرمانه مسبب وليس الأمر جبراً وإكراها وتعسفاً.

## مقتطفات من الكتاب
- “والله لا يغير من عبده إلا إذا طلب العبد أن يتغير وأسلم نفسه وذاته راضياً مختاراً محباً وهذا هو الموت أو الفناء بين يدي الرب وخلع الأختيار وخلع الإرادة الصغرى تسليماً وإيماناً وتصديقاً بالإرادة الكبرى.. وهذا هو المشى إلى الله على الصراط والخروج من الهلاك إلى النجاة.”
- “فالله يسيرك إلى عين اختيارك فلا جبر ولا إكراه ولا وجود لإرادتين متنازعتين بل مشيئة واحدة، فالله يشاء لك عين ما شئت لنفسك وينفذ لك ما أضمرت في قلبك ليكشف لك ما كتمت، ويعلن ما خبأت ويظهرك أمام نفسك على حقيقتك.”
- “ومن لطف الله أنه يتقرب إلينا ويتعرف علينا بأوصافنا نحن لا بأوصافه هو، وذلك على سبيل الإيناس المألوف بدلا من أن يواجهنا بذاته التي ليس كمثلها شئ فتهلكنا الرهبة ويسحقنا الجلال من ذلك الذي لا نعرف له شبيها ولا نعرف له اولا من آخر.”
- “تعالت ذات الله عن التعدد والكثرة وتعالت عن الحركة والسكون وعن الحلول والاتحاد وعن التغير والفساد وعن احتواء الجهات وعن الأسماء والصفات.. لا تحل في كيان وإن ظهرت للعيان.”
- “لو اجتمعت سلطات العالم على قلب رجل واحد لما استطاعت أن تُغيّره كُرهاً....هناك في أعمق الأعماق روح أعتقها الله من كل القيود لا سلطان لأحد عليها. حتى الشيطان يقول له الله {إِنَّ عِبَادِى لَيْسَ لَكَ عَلَيْهِمْ سُلْطَٰانٌ إِلاَّ مَنِ ٱتَّبَعَكَ مِنَ ٱلْغَأوِينَ } 42 الحجر. والغاوون هم أولئك الذين اتبعوا الشيطان بإرادتهم وهواهم ودون سلطان منه”
- “السير إلى الله لا ينتهي، فوراء توحيد أهل الإقرار هناك توحيد أهل الأسرار”
- “إن الصوفية التي تنادي بإهدار العقل وتُمجّد الفقر ولبس الخرق على أنها الطريق إلى الله هي انحراف في الدين وابتعاد عن جادة الصواب، ولا ينبغي للمسلم أن يرفض الدنيا، وإنما عليه أن يجعل منها مطية إلى الآخرة. إن مفهوم الزهد عند المسلم هو رفض عبودية المال، لا رفض المال لكونه أجراً كريماً على عمل أو جهد”
- “كنت أحلم بالقيم المثلى والمبادئ الرفيعة التي تسمو بالنفس وترتفع من شأنها، كنت أحلم بأن أكون مثل والدي رمزاً للخير والفضيلة والورع”
- “ويؤكد حقيقة مهمة تتعلق بالذات الإنسانية وهي اننا نهايه سلسلة غامضة من الانفس لا يعلمها الا الله، إذ أن أعماق الإنسان وامورة الباطنة قد تخفى علينا نحن البشر، فقد نعرف أشياء كثيرة عن ظاهر الإنسان كشكله ولونه وحجمه ولكن تخفى علينا أمور أخرى كثيرة هي ما يجرى في نفسه”
- “وإذا كان الكون بجميع صوره وتواليفه مخلوقا من خامة واحدة على مقتضى خطة واحدة وأسلوب واحد وقوانين واحدة.. فخالقه بداهة لا بد أن يكون واحدا. وهذا منتهى ما توصلنا إليه رحلة العلم.”

## وصلات خارجية
- فيديو حلقات الدكتور مصطفى محمود.
- مدونة الدكتور مصطفى محمود.
- "كان نائماً في سكينة تامة لم يستيقظ منها": ابنة مصطفى محمود لـ"العربية.نت": العالم الكبير رحل في هدوء، العربية نت، 31 أكتوبر 2009.
- صفحة مصطفى محمود على موقع أبجد
- صفحة اقتباسات مصطفى محمود على موقع أبجد
- صفحة باسم الدكتور رائعة على الفيس بوك
- الفيلم الوثائقي العالم والايمان على اليوتيوب
- محمود تحميل كتب الدكتور مصطفى محمود كاملة pdf